# Кале (футбольный клуб)
«Кале» (фр. Calais Racing Union Football Club) — бывший французский футбольный клуб из города Кале. Основан в 1902 году. Имел профессиональный статус с 1933 по 1938 годы.

## Достижения
- Чемпионат Франции
  - 6 сезонов в Лиге 2 (1933—1938; 1981—1982)
- Кубок Франции
  - Финалист: 1999/00